# Shekarashika!
„Shekarashika!” (jap. しぇからしか!) – szósty singel japońskiego zespołu HKT48 z gościnnym udziałem Kishidan, wydany w Japonii 25 listopada 2015 roku przez Universal Music.
Singel został wydany w czterech edycjach: trzech regularnych (Type A, Type B, Type C) oraz „teatralnej” (CD). Osiągnął 1 pozycję w rankingu Oricon i pozostał na liście przez 22 tygodnie, sprzedał się w nakładzie 345 413 egzemplarzy. Singel zdobył status platynowej płyty.

## Lista utworów
Wszystkie utwory zostały napisane przez Yasushiego Akimoto.

### Type A
| CD | CD                                                        | CD              | CD              | CD      |
| Nr | Tytuł utworu                                              | Kompozycja      | Aranżacja       | Długość |
| -- | --------------------------------------------------------- | --------------- | --------------- | ------- |
| 1. | „Shekarashika!” (jap. しぇからしか!)                      | Ken Ōita        | Hiroshi Sasaki  | 4:10    |
| 2. | „Tasogare no Tandem” (jap. 黄昏のタンデム)                | Daisuke Toyama  | Daisuke Toyama  | 4:10    |
| 3. | „Buddy” (wyk. Team H))                                    | Yoshimasa Inoue | Yoshimasa Inoue | 4:46    |
| 4. | „Shekarashika!” (jap. しぇからしか!) (Instrumental)       | Ken Ōita        | Hiroshi Sasaki  | 4:10    |
| 5. | „Tasogare no Tandem” (jap. 黄昏のタンデム) (Instrumental) | Daisuke Toyama  | Daisuke Toyama  | 4:10    |
| 6. | „Buddy” (Instrumental)                                    | Yoshimasa Inoue | Yoshimasa Inoue | 4:46    |

| DVD | DVD                                                                                         | DVD     |
| Nr  | Tytuł utworu                                                                                | Długość |
| --- | ------------------------------------------------------------------------------------------- | ------- |
| 1.  | „Shekarashika!” (jap. しぇからしか!) (Music Video)                                          | 4:14    |
| 2.  | „Buddy” (Music Video)                                                                       |         |
| 3.  | „Majisuka gakuen 0 kisarazu rantō-hen' SP eizō” (jap. 「マジすか学園0 木更津乱闘編」SP映像) |         |
| 4.  | „Making of „Shekarashika” MV” (jap. Making of“しぇからしか!”MV)                             |         |

### Type B
| CD | CD                                                         | CD               | CD              | CD      |
| Nr | Tytuł utworu                                               | Kompozycja       | Aranżacja       | Długość |
| -- | ---------------------------------------------------------- | ---------------- | --------------- | ------- |
| 1. | „Shekarashika!” (jap. しぇからしか!)                       | Ken Ōita         | Hiroshi Sasaki  | 4:10    |
| 2. | „Tasogare no Tandem” (jap. 黄昏のタンデム)                 | Daisuke Toyama   | Daisuke Toyama  | 4:10    |
| 3. | „Yumemiru Team KIV” (jap. 夢見るチームKIV) (wyk. Team KIV) | Masahiro Kawaura | Makoto Wakatabe | 3:40    |
| 4. | „Shekarashika!” (jap. しぇからしか!) (Instrumental)        | Ken Ōita         | Hiroshi Sasaki  | 4:10    |
| 5. | „Tasogare no Tandem” (jap. 黄昏のタンデム) (Instrumental)  | Daisuke Toyama   | Daisuke Toyama  | 4:10    |
| 6. | „Yumemiru Team KIV” (jap. 夢見るチームKIV) (Instrumental)  | Masahiro Kawaura | Makoto Wakatabe | 3:40    |

| DVD | DVD                                                                  | DVD     |
| Nr  | Tytuł utworu                                                         | Długość |
| --- | -------------------------------------------------------------------- | ------- |
| 1.  | „Shekarashika!” (jap. しぇからしか!) (Music Video)                   | 4:03    |
| 2.  | „Yumemiru Team KIV” (jap. 夢見るチームKIV) (Music Video)             |         |
| 3.  | „HKT48 danketsu BBQ taikai (zenpen)” (jap. HKT48団結BBQ大会（前編）) |         |

### Type C
| CD | CD                                                        | CD               | CD                   | CD      |
| Nr | Tytuł utworu                                              | Kompozycja       | Aranżacja            | Długość |
| -- | --------------------------------------------------------- | ---------------- | -------------------- | ------- |
| 1. | „Shekarashika!” (jap. しぇからしか!)                      | Ken Ōita         | Hiroshi Sasaki       | 4:10    |
| 2. | „Tasogare no Tandem” (jap. 黄昏のタンデム)                | Daisuke Toyama   | Daisuke Toyama       | 4:10    |
| 3. | „Ijiwaru chū” (jap. いじわるチュー) (wyk. Nako Yabuki)    | Masahiro Kawaura | Yūichi "Masa" Nonaka | 3:49    |
| 4. | „Shekarashika!” (jap. しぇからしか!) (Instrumental)       | Ken Ōita         | Hiroshi Sasaki       | 4:10    |
| 5. | „Tasogare no Tandem” (jap. 黄昏のタンデム) (Instrumental) | Daisuke Toyama   | Daisuke Toyama       | 4:10    |
| 6. | „Ijiwaru chū” (jap. いじわるチュー) (Instrumental)        | Masahiro Kawaura | Yūichi "Masa" Nonaka | 3:49    |

| DVD | DVD                                                                 | DVD     |
| Nr  | Tytuł utworu                                                        | Długość |
| --- | ------------------------------------------------------------------- | ------- |
| 1.  | „Shekarashika!” (jap. しぇからしか!) (Music Video)                  | 4:03    |
| 2.  | „Yumemiru Team KIV” (jap. 夢見るチームKIV) (Music Video)            |         |
| 3.  | „HKT48 danketsu BBQ taikai (kōhen)” (jap. HKT48団結BBQ大会（後編）) |         |

### Wer. teatralna
| CD | CD                                                        | CD             | CD             | CD      |
| Nr | Tytuł utworu                                              | Kompozycja     | Aranżacja      | Długość |
| -- | --------------------------------------------------------- | -------------- | -------------- | ------- |
| 1. | „Shekarashika!” (jap. しぇからしか!)                      | Ken Ōita       | Hiroshi Sasaki | 4:10    |
| 2. | „Tasogare no Tandem” (jap. 黄昏のタンデム)                | Daisuke Toyama | Daisuke Toyama | 4:10    |
| 3. | „Koi no yubisaki” (jap. 恋の指先)                         | IKEZO          | IKEZO          |         |
| 4. | „Shekarashika!” (jap. しぇからしか!) (Instrumental)       | Ken Ōita       | Hiroshi Sasaki | 4:10    |
| 5. | „Tasogare no Tandem” (jap. 黄昏のタンデム) (Instrumental) | Daisuke Toyama | Daisuke Toyama | 4:10    |
| 6. | „Koi no yubisaki” (jap. 恋の指先) (Instrumental)          | IKEZO          | IKEZO          |         |

## Skład zespołu
| „Shekarashika!” |
| --- |
| - HKT48 Team H: Chihiro Anai, Yui Kojina, Riko Sakaguchi, Rino Sashihara, Meru Tashima, Miku Tanaka, Natsumi Matsuoka - HKT48 Team H / AKB48 Team K: Haruka Kodama (środek) - HKT48 Team H / AKB48 Team B: Nako Yabuki - HKT48 Team KIV: Aika Ōta, Mai Fuchigami, Aoi Motomura, Madoka Moriyasu - HKT48 Team KIV / AKB48 Team A: Sakura Miyawaki - HKT48 Team KIV / AKB48 Team 4: Mio Tomonaga - HKT48 Kenkyūsei: Emiri Yamashita - Kishidan: Show Ayanocozey, Hikaru Saotome, Hitomi Saionji, Grandmarnier Hoshi, Shouchikubai Shiratori |

| „Tasogare no Tandem” |
| --- |
| - HKT48 Team H: Chihiro Anai, Yui Kojina, Riko Sakaguchi, Rino Sashihara, Meru Tashima, Miku Tanaka, Natsumi Matsuoka - HKT48 Team H / AKB48 Team K: Haruka Kodama (środek) - HKT48 Team H / AKB48 Team B: Nako Yabuki - HKT48 Team KIV: Aika Ōta, Mai Fuchigami, Aoi Motomura, Madoka Moriyasu - HKT48 Team KIV / AKB48 Team A: Sakura Miyawaki - HKT48 Team KIV / AKB48 Team 4: Mio Tomonaga - HKT48 Kenkyūsei: Emiri Yamashita |

| „Buddy” |
| --- |
| - HKT48 Team H: Yuka Akiyoshi, Chihiro Anai, Yuriya Inoue, Mashiro Ui, Haruka Ueno, Izumi Umemoto, Naoko Okamoto, Yui Kojina (środek), Hiroka Komada, Riko Sakaguchi, Rino Sashihara, Meru Tashima, Natsumi Tanaka, Miku Tanaka, Natsumi Matsuoka, Marina Yamada, Mao Yamamoto, Haruka Wakatabe - HKT48 Team H / AKB48 Team K: Haruka Kodama - HKT48 Team H / AKB48 Team B: Nako Yabuki |

| „Yumemiru Team KIV” |
| --- |
| - HKT48 Team KIV: Raira Itō, Mina Imada, Shino Iwahana, Nao Ueki, Aika Ōta, Kanna Okada, Serina Kumazawa, Yuki Shimono, Yuka Tanaka, Asuka Tomiyoshi, Maiko Fukagawa, Mai Fuchigami, Anna Murashige, Aoi Motomura, Madoka Moriyasu - HKT48 Team KIV / AKB48 Team A: Sakura Miyawaki(środek) - HKT48 Team KIV / AKB48 Team 4: Mio Tomonaga (środek) |

| „Koi no yubisaki” |
| --- |
| - HKT48 Team H: Yuka Akiyoshi, Haruka Ueno, Naoko Okamoto, Marina Yamada - HKT48 Team KIV: Nao Ueki, Serina Kumazawa, Yuki Shimono, Anna Murashige, Madoka Moriyasu - HKT48 Kenkyūsei: Erena Sakamoto |

## Notowania
| Lista                             | Pozycja |
| --------------------------------- | ------- |
| Oricon Weekly Singles Chart       | 1       |
| Oricon Yearly Singles Chart       | 22      |
| Billboard Japan Hot 100           | 3       |
| Billboard Japan Hot Singles Sales | 1       |